# Zniczek (zwyczajny)
Zniczek (zwyczajny) (Regulus ignicapilla) – gatunek małego ptaka z rodziny mysikrólików (Regulidae), wcześniej zaliczany do pokrzewkowatych (Sylviidae).

## Systematyka
Wyróżniono kilka podgatunków R. ignicapilla:
- Regulus ignicapilla ignicapilla – zachodnia, środkowa i południowa Europa, Anatolia.
- Regulus ignicapilla caucasicus – zachodni Kaukaz.
- Regulus ignicapilla tauricus – Krym.
- Regulus ignicapilla balearicus – Baleary, północno-zachodnia Afryka.

Na początku XXI wieku zaproponowano, aby podgatunek zniczka R. i. madeirensis uznać za odrębny gatunek „zniczek maderski”, R. madeirensis.

## Występowanie
Zamieszkuje środkową, zachodnią Europę wraz z basenem Morza Śródziemnego na zachód od Bugu, Azję Mniejszą (zachodni Kaukaz) i Maghreb. Wędruje, ale na niewielkie odległości (przyloty od marca do maja i odloty od września do października). Populacje północne zimują w północno-zachodniej Afryce, południowej Francji i na Półwyspie Iberyjskim (regularnie wędruje zatem do pierwotnych obszarów, z których się wywodzi). Populacje śródziemnomorskie są osiadłe. Zasięg występowania jest dużo mniejszy niż w przypadku areału mysikrólika. Od paru dekad obserwuje się ekspansję zniczka w kierunku północnym.
W Polsce jeszcze na początku XXI wieku był to nieliczny ptak lęgowy (lokalnie średnio liczny), najczęściej spotykany w górach i na zachodzie kraju. W kolejnych latach nastąpił jednak wzrost zarówno liczebności, jak i rozpowszechnienia zniczka. W latach 2007–2018 odnotowano przyrost liczebności populacji o 145%. Według szacunków Monitoringu Pospolitych Ptaków Lęgowych, w latach 2013–2018 populacja zniczka w Polsce liczyła 258–539 tysięcy par lęgowych. Obecnie najliczniej występuje w górach i na Pomorzu, wyraźnie rzadziej na wschodzie i w centrum. W górach spotykany do górnej granicy lasu. Przeważnie jest rzadszy niż mysikrólik, z wyjątkiem Sudetów. Sporadycznie zniczki mogą zostawać na zimę.

## Charakterystyka

### Cechy gatunku

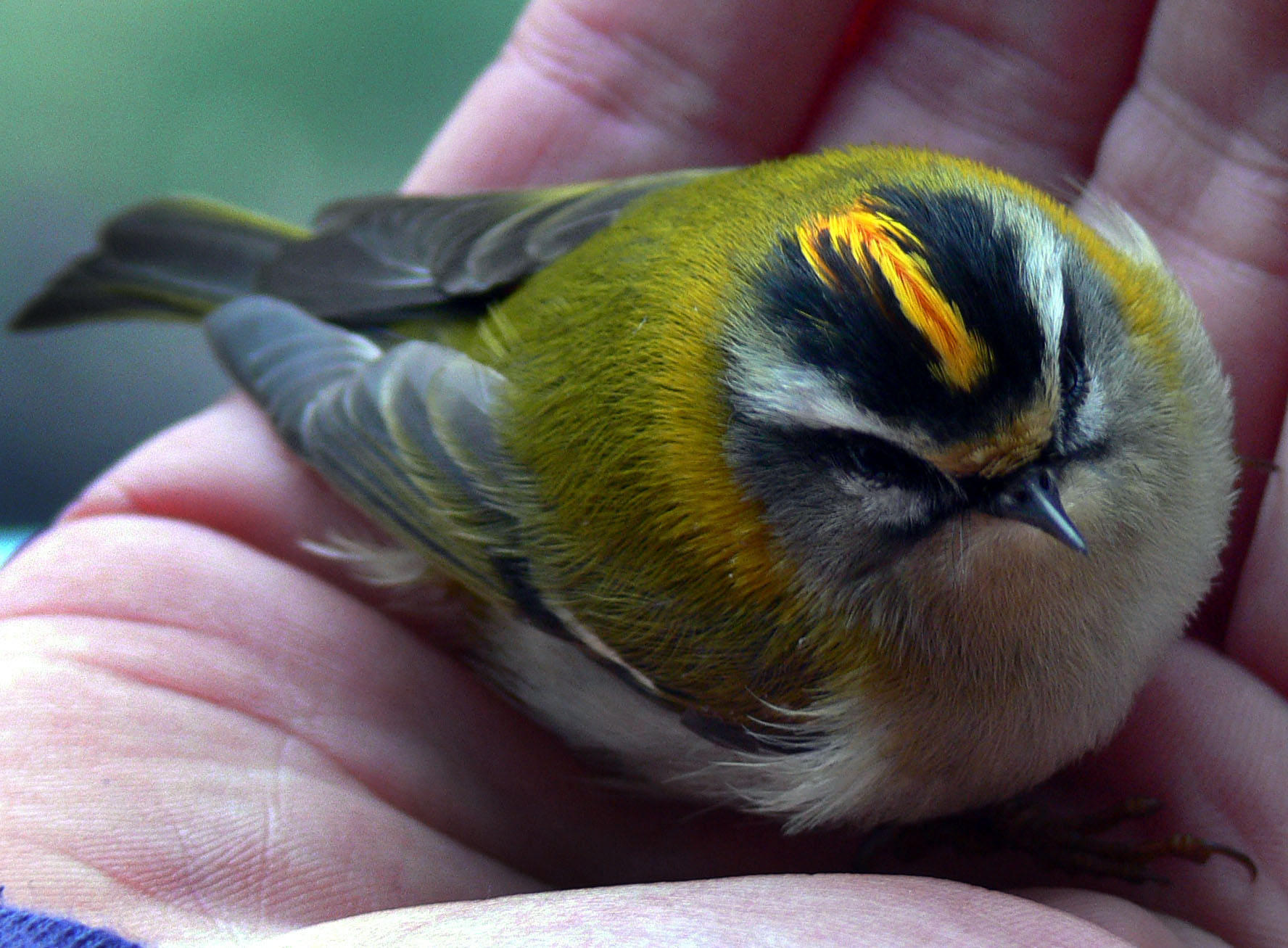
Żółta pręga na ciemieniu dała nazwę zniczkowi, jednemu z najmniejszych ptaków

Jeden z najmniejszych ptaków Europy. Bardzo podobny pod względem rozmiaru i masy ciała do mysikrólika, ale o jaskrawszym upierzeniu i wyrazistszym rysunku na głowie – przez oko przechodzi czarny pasek, a nad okiem wyraźna biała brew. Uważa się, że okres lodowcowy rozdzielił te dwa gatunki. Zniczek zasiedlił południowy zachód Europy, gdzie oprócz pobrzeża śródziemnomorskiego i środkowej Europy żyje do dziś. Do dziś nie wiadomo dokładnie jak konkurują one o pokarm lub miejsca gniazdowania, choć możliwe, że wykorzystują drobne preferencje ekologiczne.
Na wierzchu głowy (na ciemieniu) jaskrawa pomarańczowozłota (samiec) kreska z czarną obwódką (łączącą się na czole), a u samicy żółta. Podczas zaniepokojenia lub toków samiec pokazuje tę kreskę, unosząc pióra na wierzchu głowy – od tego „znicza” pochodzi polska nazwa ptaka. Poza tym obie płci ubarwione podobnie: z wierzchu oliwkowozielone, od spodu jasnooliwkowe (bardziej zielone niż mysikrólik) – kuper jaskrawożółty, brzuch jasny, a lotki i sterówki brązowe. Dorosłe osobniki mają białą brew i czarną pręgę przechodzącą przez oko, kontrastującą z ubarwieniem reszty głowy (czarne paski z góry i z dołu). Na bokach szyi widnieją ochrowożółte plamy. Barki mają wyraźnie brązowy odcień. Pstre ubarwienie ma duże znaczenie w trakcie wewnątrzgatunkowego porozumiewania się w ciemnych zaroślach, zwłaszcza w okresie lęgowym i w czasie karmienia młodych, gdy te opuszczą gniazdo. Młode podobne do dorosłych z widocznymi zaczątkami białej brwi nad okiem, ale z jednolicie oliwkowozieloną głową.
Podobne ubarwienie do zniczka ma pospolity gatunek amerykańskich gatunków śpiewających – lasówka pstra. Obserwatorzy nieznający śpiewu tego ptaka często mylą go z mysikrólikiem. Zauważenie go w terenie jest trudne, a łatwiejsze tam, gdzie rosną świerki.

### Głos
Podobnie jak mysikrólik samiec zniczka wydaje bardzo hałaśliwy, donośny, wysoki, ale nieskomplikowany melodyjny śpiew. Jego charakter pozwala na odróżnienie tych dwóch gatunków (głębszy i donioślejszy jest trel zniczka). Trel zniczka utrzymany jest na tej samej wysokości, przyspieszająca zwrotka składająca się z powtarzającego się delikatnego „si si si” i w tym samym tempie (sama końcówka nieco wyżej), podczas gdy melodia mysikrólika zaczyna się cicho, po czym staje się szybsza i głośniejsza. Wspólną cechą jest jednak to, że oba gatunki usłyszeć można przez cały rok, oprócz okresu pierzenia się.

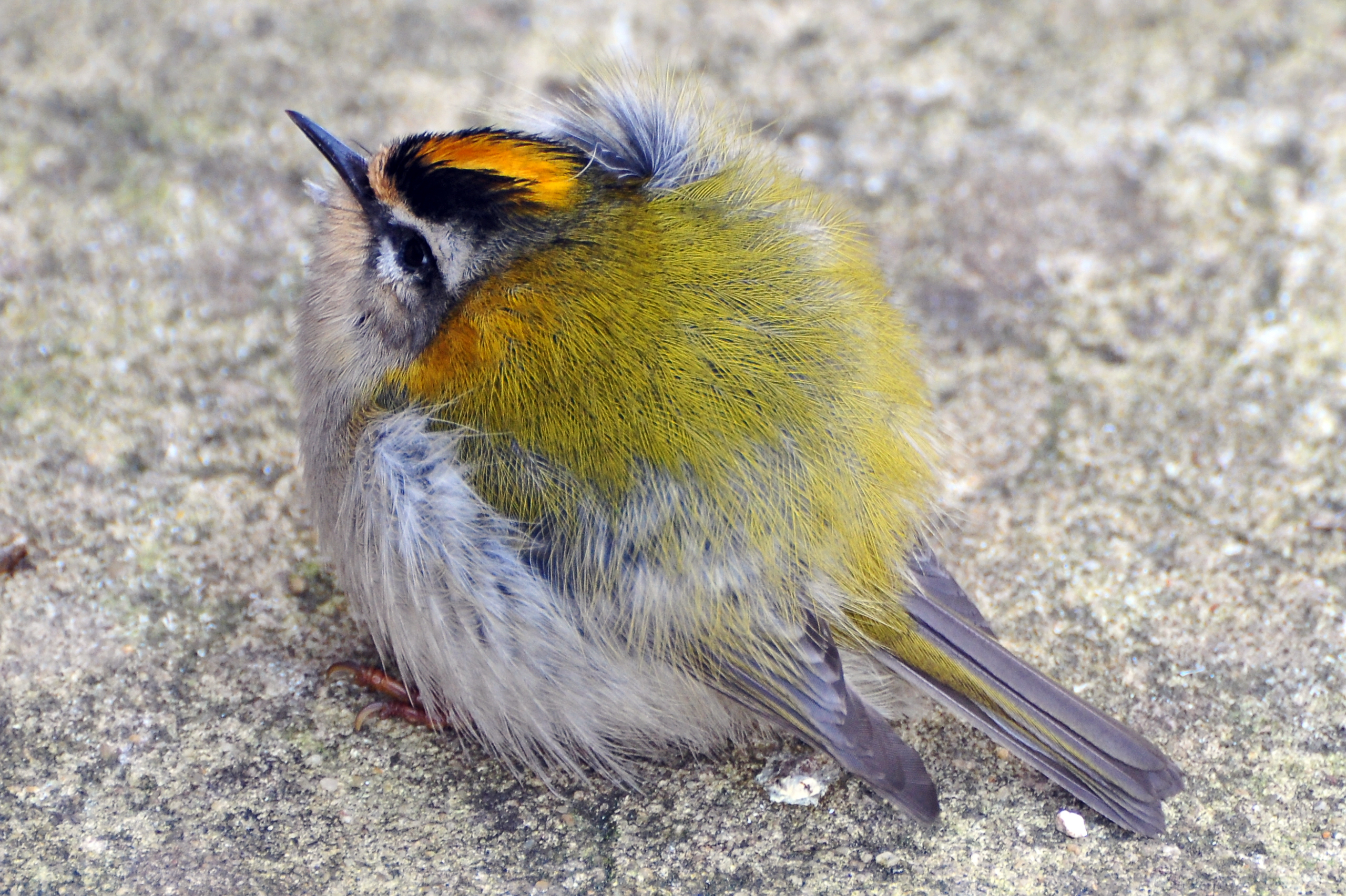
Napuszony zniczek, Anglia

### Wymiary średnie
długość ciałaok. 9 cm
rozpiętość skrzydełok. 13–16 cm

### Masa ciała
ok. 6 g

## Biotop
Gnieździ się w lasach iglastych i borach, głównie świerkowych i jodłowych, a także w mieszanych i liściastych, jeżeli tylko posiadają domieszkę świerka lub jodły. Preferuje obrzeża drzewostanów. W północnych rejonach zasięgu widywany dość często w lasach pierwotnych lub wtórnych borach świerkowych. Jest mniej związany ze świerkiem od mysikrólika. Lęgnie się na pojedynczych świerkach, w parkach, ogrodach i cmentarzach, a w zachodniej części Europy Środkowej w lasach bukowych i dębowych.

## Okres lęgowy

### Gniazdo
Budową i sposobem umieszczenia podobne do gniazda mysikrólika, lecz usytuowane nieco niżej, np. w krzaku jałowca. Podobnie jak w przypadku mysikrólika, gniazdo jest duże, ma grube ścianki, kulisty kształt z małym otworem wlotowym w górnej części. Misterna konstrukcja składa się z mchu, pajęczyny, porostów i włókien roślinnych, a wyściółka składa się z piór i włosia. Szczyt jest zwężony, a brzegi zachodzą do środka. Dzięki temu jaja i pisklęta są zabezpieczone przed wypadnięciem, gdy gałęzie są poruszane wiatrem. Gniazdo umieszczone jest na końcu gałązek drzew iglastych i ma kształt okrągłej czarki. Tylko samice zniczków biorą udział w budowie gniazda, samce jedynie im towarzyszą (mysikróliki tworzą lęgowisko razem, a nawet z początku samiec jest tu bardziej aktywny).

### Jaja

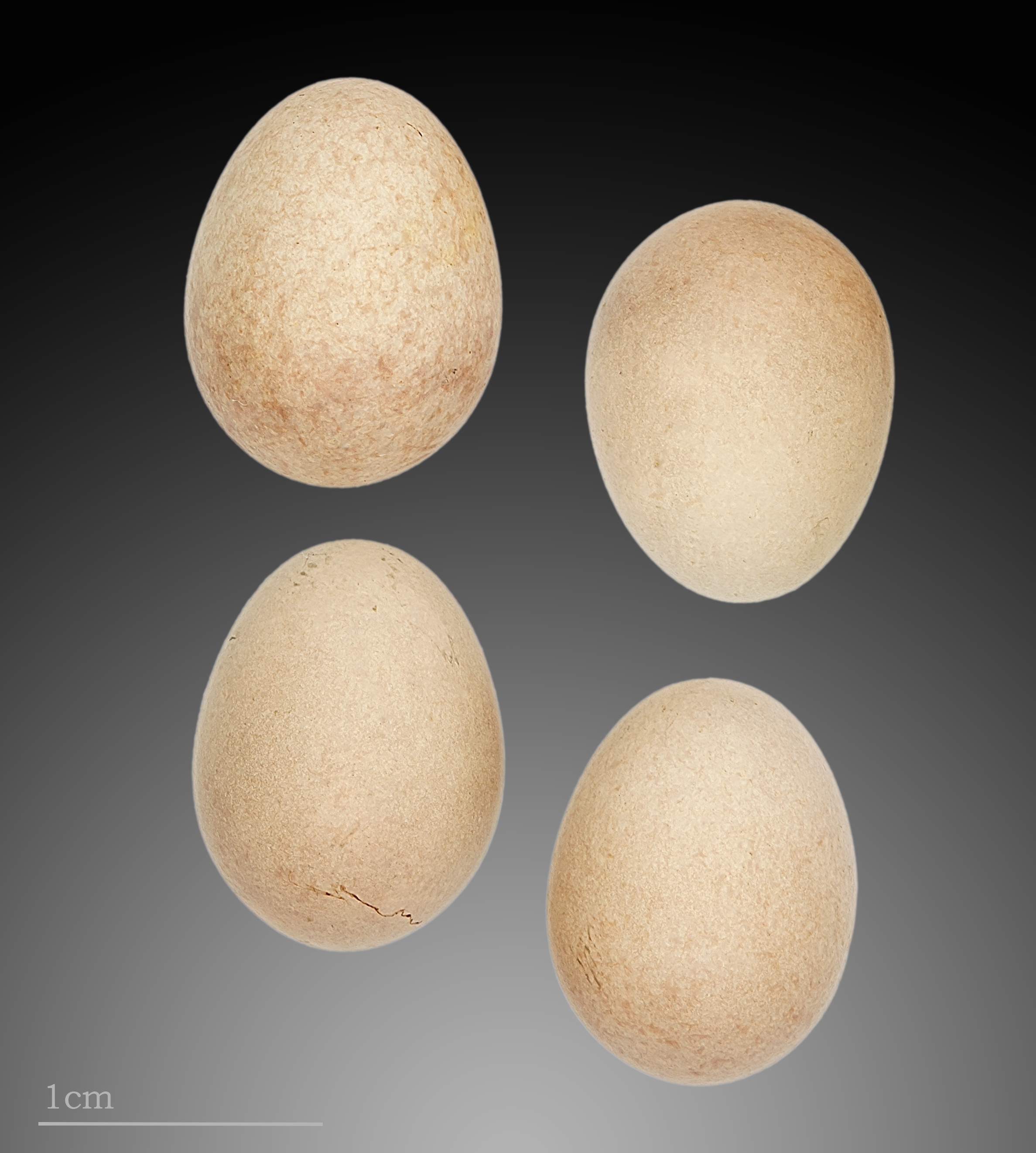
Jaja z kolekcji muzealnej

Dwa lęgi w roku, w maju i czerwcu. W zniesieniu 7–10 różowobeżowych, delikatnie rdzawo nakrapianych jaj, podobnych do jaj mysikrólika, lecz w nieco ciemniejszych barwach i o większej ilości plamek. Są najmniejszymi wśród zniesień europejskich ptaków – ważą około 0,72 g i mają przeciętne wymiary 13,5×10,5 mm. W przypadku lęgu z 10 jaj całość waży 7,2 g, a to stanowi około 144% masy ciała samicy. Oznacza to zatem, że musi ona w ciągu kilkunastu dni zdobyć bardzo dużą ilość pokarmu, aby wytworzyć jaja przewyższające razem jej masę. W każdym sezonie powtarza jeszcze raz ten wyczyn w drugim zniesieniu.

### Wysiadywanie, pisklęta
Od złożenia ostatniego jaja trwa przez okres 13–15 dni. Samica wprawdzie sama wysiaduje jaja, ale samiec pomaga jej w wychowywaniu potomstwa. Młode opuszczają gniazdo po ok. 14–15 dniach. Odloty na śródziemnomorskie zimowiska mają miejsce w październiku.

## Pożywienie

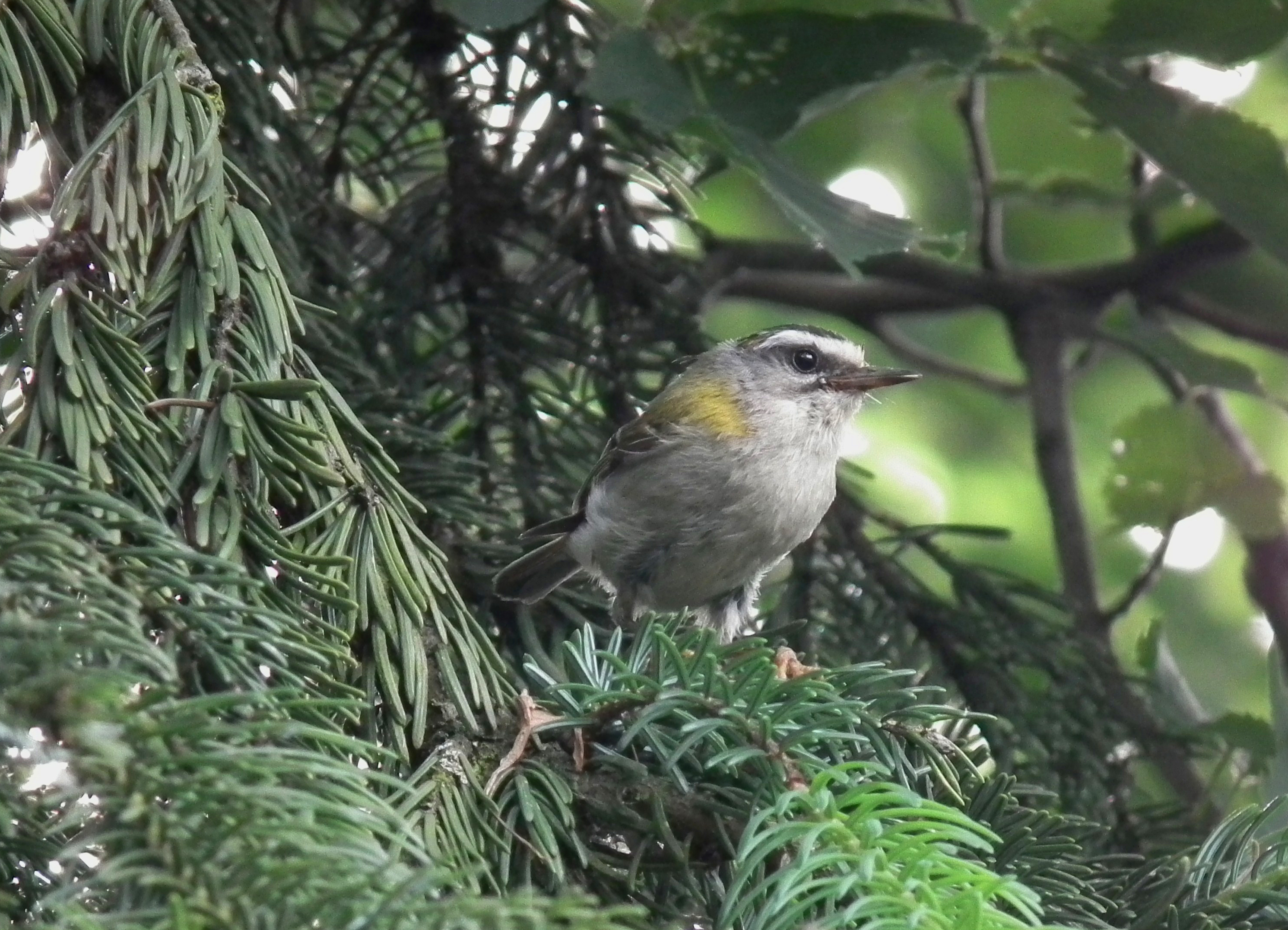
Zniczek w trakcie poszukiwania owadów, Anglia

Jaja, larwy i dorosłe, drobne owady, pająki i drobne bezkręgowce.
Dieta jest podobna do preferencji mysikrólika. Zniczek jednak poluje na nieco większe bezkręgowce, szukając ich częściej na wierzchniej stronie gałęzi. Może łapać zdobycz w charakterystycznym trzepoczącym locie, zawisając w powietrzu wokół wierzchołków gałęzi, lub ewentualnie zdziobuje owady ze spodniej części gałęzi.

## Status i ochrona
Międzynarodowa Unia Ochrony Przyrody (IUCN) uznaje zniczka za gatunek najmniejszej troski (LC – Least Concern). Liczebność światowej populacji, wstępnie obliczona w oparciu o szacunki organizacji BirdLife International dla Europy z 2015 roku, mieści się w przedziale 8–15 milionów dorosłych osobników. Globalny trend liczebności populacji uznawany jest za stabilny.
Na terenie Polski gatunek ten jest objęty ścisłą ochroną gatunkową. Na Czerwonej liście ptaków Polski został sklasyfikowany jako gatunek najmniejszej troski (LC).